# Lua Lokotui

a Compétitions nationales et continentales officielles uniquement.

b Matchs officiels uniquement.
Dernière mise à jour le 18 juillet 2019.
Lua Lokotui (ou Tukulua Lokotui), né le 31 décembre 1979, est un joueur de rugby à XV, évoluant en deuxième ligne (1,95 m et 115 kg). International tongien, il joue en Nouvelle-Zélande, avec la province de Hawke's Bay, puis en France avec le Stade français CASG. Il joue ensuite au Japon, puis de nouveau en Nouvelle-Zélande avec les Wellington Lions, en Angleterre à Gloucester et en France à  Béziers.

## Biographie
En provenance de la province de Hawke's Bay (Nouvelle-Zélande), il s’engage en janvier 2008 comme joker médical sous les couleurs du Stade français CASG, à la suite des ennuis de santé de Denys Drozdz. Après son départ du Stade français il a évolué dans la Top League japonaise, au Kinetsu Rugby Football Team.
Après des passages aux Wellington Lions (ITM Cup) et à Gloucester (Premiership), il rejoint en 2014 le club de Béziers en Pro D2.
Il compte 28 sélections en équipe des Tonga, la première contre Galles en 2001, lors d’une tournée européenne. Lors de cette tournée, il fut sanctionné d'un carton rouge pour un plaquage haut par l’arbitre français Didier Mené lors d’une rencontre amicale contre une sélection écossaise.
Cette première sélection l’a empêché de postuler à une place dans les cinq équipes néo-zélandaises évoluant dans le Super 14, qui, à de rares exceptions, ne retiennent que des joueurs sélectionnables pour les All Blacks.

## Carrière

### En province
- 2001-2007 : Hawke's Bay Magpies (National Provincial Championship,  Nouvelle-Zélande) dont il fut le capitaine et joua 75 matchs.
- De janvier 2008 à juin 2008: Stade français Paris (Top 14)
- De 2008 à 2012: Kinetsu Rugby Football Team, Top League japonaise.
- 2012 : Wellington Lions dans l'ITM Cup(ex-NPC)
- 2013-2014 : Gloucester, Premiership
- 2014-2018 : Béziers, Pro D2

### Sélection nationale
Vingt-huit capes internationales, trois essais (15 points) avec les Tonga.
Deux coupes du mondes disputées : 2011, 2015.

## Anecdote
Il a évolué une saison dans le Championnat Midi-Pyrénées Honneur, au Club Olympique Carbonnais durant la saison 1999/2000.